# Fatoumata Bagayoko
Fatoumata Bagayoko (arabisch فاتوماتا باجايوكو; * 23. Mai 1988 in Bamako) ist eine malische Basketballspielerin.

## Leben
Fatoumata Bagayoko trat bei den Olympischen Sommerspielen 2008 in Peking mit der Malischen Nationalmannschaft an. Die Mannschaft erreichte Rang 12.
Sie war Teil der Mannschaft an den Afrikaspielen 2015 in Brazzaville, wo die Mannschaft die Goldmedaille errang. Auch bei der Basketball-Afrikameisterschaft der Damen 2017 in Bamako nahm sie teil. Die Nationalmannschaft erreichte den 3. Platz und damit die Bronzemedaille.